# Piltene
Piltene (deutsch Pilten, polnisch Piltyń) ist eine Stadt im nordwestlichen Teil Kurlands in Lettland am Fluss Venta (Windau).

## Geschichte
Vor der Gründung von Windau war der Flusshafen Hauptumschlagplatz für den Handel vom Landesinnern. Die Entfernung zur Ostsee bedeutete dabei einen Schutz vor den Wikingern. Es gibt Hypothesen, nach denen sich hier eine Burg des dänischen Königs Waldemar II. (1170–1241) befand.
1309 wird erstmals eine Burg Pilten im Bistum Kurland schriftlich erwähnt. Diese blieb für 250 Jahre Bischofsresidenz. 1330 wurde die Burg vergeblich von Litauern belagert. 1350 wird von einer Pestepidemie berichtet. Unter Bischof Johann von Münchhausen (1542–1560) zogen wirtschaftlich leistungsfähige jüdische Siedler nach Pilten. Die Stadt wurde mit der Reformation lutherisch und erhielt 1557 die Stadtrechte. 1560 wurde Magnus von Dänemark letzter Bischof in Piltene. Sein Tod 1583 war Anlass für den Piltener Erbfolgekrieg.
Nach einer Zeit unter preußischer Verwaltung kam der Kreis Piltene 1617 als Teil der Woiwodschaft Livland bis 1795 unter die direkte Herrschaft Polen-Litauens. Aus dem Bistum Kurland wurde das Bistum Pilten. Zum Zentrum des Kreises wurde jetzt das benachbarte Aizpute. 1621 war die Burg bereits eine Ruine und die Stadt verlor an Bedeutung. Eine wichtige Quelle für die Geschichte der Stadt in der zweiten Hälfte des 17. Jahrhunderts ist das Kirchenbuch, das Wolfgang Adam Arnoldi, von 1661 bis 1681 Pfarrer in Pilten, führte und das später einer der Kostbarkeiten im Archiv der Gesellschaft für Geschichte und Alterthumskunde der russischen Ostsee-Provinzen war.
Die Zeit im russischen Gouvernement Kurland brachte leichten wirtschaftlichen Aufschwung. Im Jahr 1885 hatte Pilten 1507 Einwohner. Bis zum Ersten Weltkrieg bildeten Juden und Deutsche die größte Bevölkerungsgruppe. Ab 1920 überwogen dann durch Abwanderung und Zuzug die Letten.
Während der beiden Weltkriege wurde die Stadt von Kampfhandlungen verschont. Deshalb sind einige Holzgebäude von architektonischem und handwerklichem Wert aus dem Anfang des 19. Jahrhunderts erhalten. In der Zeit der zweiten sowjetischen Besetzung Lettlands sank die Bevölkerungszahl, da keine nennenswerten Industriebetriebe bestanden.
Nach der Wiedergewinnung der lettischen Unabhängigkeit 1990/1991 war eine Gärtnerei für Gemüse und Heilkräuter mit 250 Beschäftigten der größte Arbeitgeber.

## Bildung und Sport
- Es gibt eine Vorschule, eine Grundschule und eine Mittelschule in Piltene.
- Das Sportstadion wird vom FK Ventspils benützt.

## Sehenswürdigkeiten
- Ruine der 1309 erstmals urkundlich erwähnten Burg Pilten (lettisch Piltenes viduslaiku pils) an der Venta (Windau), ehemals Bischofsburg des Bistums Kurland. Erhalten sind Fundamente der Burg sowie Teile des Großen Runden Turms und des sogenannten Schmachturms.
- Evangelisch-Lutherische Kirche, erbaut von 1709 bis 1719 mit Altar (4. Viertel des 18. Jahrhunderts), Kanzel (2. Viertel des 18. Jahrhunderts) und Orgel (1722).[4]
- Baptistenkirche, Backsteinbau von 1881.[4]

## Personen
- Ulrich von Heyking (1718–1790), preußischer Generalmajor